# Na blokach
Na blokach – pierwszy singel polskiego rapera Kaliego z jego czwartego albumu studyjnego, zatytułowanego K4lion. Singel został wydany 9 czerwca 2022.
Nagranie otrzymało w Polsce status podwójnie platynowego singla, przekraczając liczbę 100 tysięcy sprzedanych kopii.

## Geneza utworu i historia wydania
Utwór napisali i skomponowali Marcin Gutkowski i Michał Kożuchowski, który również odpowiada za produkcję utworu.
Singel ukazał się w formacie digital download 9 czerwca 2022 w Polsce za pośrednictwem wytwórni płytowej Ganja Mafia Label w dystrybucji e-Muzyka. Piosenka została umieszczona na czwartym albumie studyjnym Kaliego – K4lion.

## Teledysk
Do utworu powstał teledysk zrealizowany przez Pawła Poździka, który udostępniono w dniu premiery singla za pośrednictwem serwisu YouTube.

## Lista utworów
- Digital download[2]

1. „Na blokach” – 2:47

## Notowania

### Pozycja na liście sprzedaży
| Kraj   | Lista (2022)           | Najwyższa pozycja |
| ------ | ---------------------- | ----------------- |
| Polska | Billboard Poland Songs | 21                |

## Certyfikaty
| Kraj          | Certyfikat         | Sprzedaż |
| ------------- | ------------------ | -------- |
| Polska (ZPAV) | 2× platynowa płyta | 100 000+ |